# Banca Investis
Banca Investis S.p.A. è una banca di diritto italiano, indipendente, capogruppo del Gruppo Banca Investis. Attiva nei settori del private banking e del wealth management, si rivolge principalmente al segmento degli High Net Worth Individual (HNWI), offrendo servizi di consulenza volti alla gestione e all’ottimizzazione del patrimonio complessivo: finanziario, mobiliare, immobiliare e corporate.
Il Gruppo opera attraverso un'unica piattaforma integrata che combina competenze di wealth management, asset management e corporate & investment banking, con un approccio orientato alla definizione di soluzioni su misura ad alto valore aggiunto.
Fondata nel 1981 con il nome di Banca Intermobiliare, ha assunto la denominazione attuale nel 2022, in seguito a un ampio processo di rilancio strategico.

## Storia

### Fondazione e primi anni
Banca Intermobiliare (BIM) nasce a Torino nel 1981 come commissionaria di borsa ad opera della famiglia Segre, allora consulenti finanziari della famiglia De Benedetti. Nel 1991 BIM si quota alla Borsa Italiana, ampliando la propria compagine societaria. Nel 1993 evolve da commissionaria a SIM polifunzionale e, nel 1997, ottiene la licenza bancaria completa trasformandosi in Banca Intermobiliare di Investimenti e Gestioni (diventando a tutti gli effetti una banca autorizzata). Negli anni seguenti, la banca avvia un percorso di crescita e diversificazione: nel 2001 fonda a Lugano la controllata BIM Suisse, nel 2002 entra nel settore assicurativo in joint-venture con Fondiaria-SAI, attuale Unipol-SAI (creando BIM Vita) e nel 2003 acquisisce Symphonia SGR, società di gestione del risparmio fondata nel 1994 a Milano. Nel 2006 BIM costituisce una propria società di brokeraggio assicurativo (BIM Insurance Broker, partecipata al 51%) e nel 2008 fonde le controllate BIM SGR e Symphonia SGR sotto il marchio unico Symphonia SGR, rafforzando il polo di asset management del gruppo.

### Fase di crescita e sviluppo
Nel 2009 il Gruppo Veneto Banca acquisisce circa il 40% del capitale di BIM e nel 2011 ne assume il controllo di maggioranza. In seguito alla crisi di Veneto Banca, nel 2016 cambiano anche i vertici di BIM: Maurizio Lauri assume la presidenza e Giorgio Girelli la carica di amministratore delegato. Nel 2017, a seguito della liquidazione coatta di Veneto Banca, la società Attestor Capital – attraverso il veicolo irlandese Trinity Investments DAC – rileva la quota di controllo di Banca Intermobiliare. L’operazione si perfeziona nell’aprile 2018, segnando l’ingresso di nuovi azionisti e l’avvio di un piano di rafforzamento patrimoniale. Nel giugno 2019 Alberto Pera viene nominato Presidente del Consiglio di Amministrazione, subentrando a Jürgen Dennert, mentre la Banca prosegue nella definizione di un nuovo piano strategico di rilancio per gli anni successivi.

### Evoluzione recente
Con il Piano Strategico 2019-2024, Banca Intermobiliare avvia un percorso di riorganizzazione e riposizionamento come boutique specializzata.
Nel febbraio 2022 viene annunciato il cambio di denominazione sociale in Banca Investis. Contestualmente, la Banca registra un ritorno alla redditività: il bilancio 2021 si chiude con un utile netto di 9,4 milioni di euro (a fronte di una perdita l’anno precedente) e un rafforzamento degli indici patrimoniali. Nell’aprile 2022 Banca Investis completa l’acquisizione di Fante Group, società indipendente di consulenza finanziaria specializzata in corporate finance, integrando così competenze di finanza straordinaria e advisory corporate nel Gruppo, che confluiscono nella nuova linea di business Investis Advisory (focalizzata su M&A e ristrutturazioni).
L’operazione comporta anche il delisting in Borsa, con Attestor che consolida la propria partecipazione al 100%.
A maggio 2023 Massimo Tosato, già consigliere, assume la Presidenza del CdA, mentre Stefano Vecchi viene nominato Amministratore Delegato.
Nel 2023 e 2024 nascono le nuove linee di business Alternative Investments, Family Office e Capital Markets & Corporate Advisory, ampliando l’offerta del gruppo.
Oltre all’Amministratore Delegato Stefano Vecchi, il team di direzione comprende i responsabili delle principali linee di business: Giovanni Schiaffino (Head of Private Banking), Simone Alfredo Garofalo (Chief Investment Officer per gli investimenti alternativi), Christian Basellini (Head of Capital Markets & Corporate Advisory), Cristiano Marino (Head of Global Markets) e Davide Longo (Head of Family Office Business).

## Attività e servizi - Linee di Business
Le attività del Gruppo Banca Investis sono articolate in sei principali linee di business, operative in maniera integrata:
- Wealth Management (Private Banking) – pianificazione finanziaria personalizzata, asset allocation, advisory, servizi bancari dedicati, soluzioni d’investimento su misura (fondi, gestioni patrimoniali, prodotti assicurativi), servizi bancari tradizionali (conti correnti, carte di pagamento) e consulenza in materia di pianificazione successoria e fiscale.
- Asset Management – Attività di gestione professionale del risparmio affidata a Symphonia SGR che gestisce fondi comuni di investimento aperti e chiusi, SICAV, mandati di gestione patrimoniale e soluzioni d’investimento personalizzate per clienti private, istituzionali e aziende. A partire dal 2024 la SGR ha avviato una trasformazione strategica per ampliare la gamma prodotti, includendo anche strategie su mercati privati (private equity, private debt, infrastrutture, real estate) oltre alle tradizionali asset class dei mercati pubblici (azionario, obbligazionario, tematici e alternative liquidi).
- Alternative Investments – linea dedicata agli investimenti alternativi e illiquidi ad alto valore, struttura proposte personalizzate in ambiti come private equity, venture capital, private credit e altre asset class innovative, individuando nuove frontiere di investimento (ad esempio nel settore emergente della space economy e dell’Intelligenza Artificiale) e supportando i clienti nello sviluppo di operazioni strategiche di lungo termine.
- Family Office – struttura dedicata alla gestione dei grandi patrimoni familiari che fornisce servizi di allocazione strategica del patrimonio globale del cliente (finanziario, immobiliare e aziendale)[19], monitoraggio e tutela nel tempo, pianificazione successoria e governance patrimoniale.
- Global Markets – linea focalizzata sull’operatività sui mercati finanziari globali. Fornisce ai clienti accesso a soluzioni di investimento e servizi di negoziazione, in particolare nell’ambito obbligazionario e dei prodotti strutturati, fixed income, cambi e derivati, occupandosi di esecuzione ordini, market making e sviluppo di soluzioni su misura per investitori istituzionali e clienti private.
- Capital Markets & Corporate Advisory – linea di investment banking del gruppo, lanciata nel 2022, che fornisce consulenza finanziaria specialistica a imprese, imprenditori e investitori istituzionali. Le attività comprendono l’advisory in operazioni di M&A (fusioni e acquisizioni), finanza straordinaria e ristrutturazioni, consulenza su quotazioni in Borsa (IPO) e aumenti di capitale, operazioni sul mercato dei capitali (emissioni obbligazionarie, collocamenti privati, offerte pubbliche di acquisto) e servizi di Equity Capital Markets anche per società PMI (in qualità di Euronext Growth Advisor). Questa linea è stata rafforzata dall’acquisizione di Fante Group, i cui professionisti e società operative (Fante Advisory, Fante Restructuring, Pantheon) sono confluiti in Investis Advisory[11].

Grazie a questo, Banca Investis offre competenze di corporate finance e capital markets integrate con il private banking, potendo seguire imprenditori e aziende clienti in tutte le fasi: dalla raccolta di capitali allo sviluppo di operazioni strategiche sul mercato.

## Presenza e Rete Territoriale

### Sedi e Filiali.
Banca Investis è presente con una rete distributiva concentrata nei principali centri economici d’Italia. La sede centrale e direzione generale sono a Torino, mentre una seconda sede di rappresentanza e direzione è situata a Milano. Oltre a Torino e Milano, la banca opera con filiali e uffici a Roma, Firenze, Genova, Napoli, Padova e Treviso. Accanto a queste sedi principali, Banca Investis dispone di punti operativi (denominati negozi finanziari) in alcune città di medie dimensioni e aree strategiche, tra cui Arzignano, Bassano del Grappa, Catania, Ivrea, Thiene, Venezia e Verona. Questa presenza territoriale diffusa consente al gruppo di servire una clientela distribuita in tutto il Paese, mantenendo al contempo un modello operativo snello focalizzato sulle piazze finanziarie più rilevanti.

### Sedi storiche di Milano e Torino
Le sedi principali di Milano e Torino sono collocate in edifici di pregio storico -architettonico.
A Milano la Banca ha insediato la propria sede in Casa Girola, palazzo costruito a cavallo tra Ottocento e Novecento e successivamente ristrutturato (tra il 1910 e il 1919) dal celebre architetto milanese Piero Portaluppi. Casa Girola, sita in via Broletto 5 nel quartiere Brera, presenta elementi architettonici in stile eclettico-liberty e ha ospitato in passato la società di costruzioni Girola; oggi, dopo un attento restauro conservativo, costituisce la sede milanese di Banca Investis.
A Torino la direzione generale ha sede nel Palazzo Vallesa della Martiniana, un palazzo nobiliare di fine Settecento commissionato dalla contessa Giuliana della Martiniana e realizzato dall’architetto Luigi Michele Barberis. L’immobile, situato in via San Dalmazzo 15 nel centro di Torino, è caratterizzato da una facciata e interni di stile tardo-barocco ed è stato adattato a sede bancaria mantenendo il suo valore storico.

## Piattaforma digitale NIWA

### Lancio e contesto strategico
A luglio 2024 Banca Investis lancia NIWA (acronimo di Next Intelligent Wealth Advisor), piattaforma digitale di consulenza finanziaria. Il progetto rientra nel Piano Strategico 2024-2026 dell’istituto, che prevedeva lo sviluppo di una piattaforma innovativa supportata dall’intelligenza artificiale per affiancare la consulenza tradizionale. NIWA si configura come un “digital junior banker” interattivo. Tra gli obiettivi del lancio vi sono la digitalizzazione della consulenza finanziaria e il coinvolgimento delle nuove generazioni di investitori, rafforzando al contempo l’immagine innovativa della banca nel private banking.

### Caratteristiche principali
NIWA è accessibile via app mobile (iOS e Android) e utilizza le tecnologie di intelligenza artificiale generativa per fornire un servizio di consulenza disponibile 24/7. L’assistente virtuale integrato nell’app consente di porre domande su temi finanziari e la piattaforma permette anche di interagire con il proprio banker di riferimento tramite chat e di gestire da remoto varie operazioni.
Su NIWA sono disponibili anche branded podcast quali:
- Gordon: Dietro le Quinte tra Cinema e Finanza –realizzato in collaborazione con Giffoni Innovation Hub. Si compone di sei episodi dedicati ai grandi temi della finanza raccontati attraverso il cinema e le serie TV[26]. (Paragrafo Branded Content).
- Playlist – podcast curato da Symphonia SGR incentrato sulle tendenze e le sfide dei mercati globali. (Paragrafo Branded Content).
- Long Run by Actually – podcast lanciato a febbraio 2025 in collaborazione con Chora e Will Media, concepito come spin-off branded del noto podcast Actually. La serie analizza settimanalmente temi di innovazione e business applicandoli però agli ambiti di interesse strategico per Banca Investis e il futuro della finanza (Paragrafo Branded Content).

## Comunicazioni e iniziative culturali

### Partecipazione alla Design Week
A partire dal 2024 Banca Investis ha intrapreso iniziative di brand activation in occasione della Milano Design Week (Fuorisalone), aprendo le porte della propria sede milanese al pubblico con eventi immersivi legati al mondo dell’arte e del design.
Dal 15 al 19 aprile 2024, la banca ha organizzato “The Sign Week”, trasformando temporaneamente gli spazi istituzionali di Casa Girola in un percorso artistico multisensoriale. L’evento ha visto la partecipazione di cinque artisti e creativi di diverse discipline, ciascuno chiamato a reinterpretare i valori attraverso installazioni site-specific. L’evento ha visto la partecipazione di cinque artisti e creativi provenienti da diverse discipline: la designer Elena Salmistraro, il sound designer e produttore musicale Taketo Gohara, il collettivo di innovatori digitali Monogrid, lo chef sperimentale Marco Assaggia e l’agenzia di comunicazione Angelini Design — ciascuno chiamato a reinterpretare i valori della banca attraverso installazioni site-specific.
Anche nel 2025 Banca Investis ha presidiato la Design Week con la direzione creativa dell’agenzia di comunicazione GB22 e una serie di installazioni interattive ispirate al tema dello spazio e dell’innovazione tecnologica, con Studio WOA, il florovivaista Giacomo Dal Zotto, l’architetto Fabio Rotella e la performance showcooking di Stefano Polato, chef dell’ESA.

### Progetti di Branded Content e comunicazione digitale
Nell’ambito di una strategia volta a rafforzare il posizionamento del brand attraverso linguaggi innovativi e contenuti originali, Banca Investis ha sviluppato negli ultimi anni numerose iniziative di comunicazione che spaziano dal branded podcast alla divulgazione scientifica per i più giovani, fino al sostegno di eventi culturali e territoriali.
“Gordon: Dietro le Quinte tra Cinema e Finanza”, realizzato in collaborazione con Giffoni Innovation Hub e ufficialmente lanciato durante la 81ª Mostra Internazionale d’Arte Cinematografica di Venezia, è una serie in sei puntate che esplora i grandi temi dell’economia e degli investimenti attraverso il racconto di film e serie televisive celebri. Il nome del podcast rende omaggio al personaggio di Gordon Gekko (dal film Wall Street), e ciascun episodio prende spunto da opere cinematografiche significative – ad esempio “La grande scommessa” di Adam McKay o “Capitalism: A Love Story” di Michael Moore – per affrontare concetti finanziari complessi in modo narrativo. A rendere unico il progetto è la presenza di due voci narranti d’eccezione: il regista Sydney Sibilia, noto per il suo stile creativo innovativo, e il giornalista finanziario Andrea Chimento (Il Sole 24 Ore), che insieme intrecciano l’analisi economica con aneddoti e trame cinematografiche. Gordon è stato distribuito inizialmente in esclusiva sull’app NIWA per i clienti e prospect di Banca Investis, e successivamente anche sulle principali piattaforme podcast. Attraverso questa iniziativa, Banca Investis punta sia a offrire contenuti di valore sulla propria app (arricchendola di materiali originali per gli utenti) sia a comunicare con un pubblico più giovane e appassionato di cultura pop, sfruttando il connubio tra cinema ed educazione finanziaria. La partnership con Giffoni Hub – emanazione innovativa del celebre Giffoni Film Festival – ha inoltre permesso di valorizzare l’uscita del podcast in un contesto prestigioso e creativo, coerente con i valori di curiosità e innovazione del brand.
Nel 2025 la banca ha ampliato la sua presenza nei contenuti audio con il lancio di “Long Run by Actually”, un branded podcast realizzato in collaborazione con Chora e Will Media. Long Run nasce come uno spin-off del popolare podcast “Actually”, concentrandosi sulle grandi trasformazioni economiche, sociali e tecnologiche in corso e sul loro impatto di lungo termine sulla finanza. Presentato a febbraio 2025, Long Run è condotto da Riccardo Haupt e Riccardo Bassetto (già voci del podcast originario) e si articola in sei episodi che approfondiscono temi strategici per il futuro del settore finanziario. Il taglio è divulgativo ma rigoroso, con analisi e dialoghi con ospiti di spicco, in linea con lo stile del format Actually. Long Run è pensato anch’esso per gli utenti di NIWA, sottolineando la volontà di Banca Investis di posizionarsi come interlocutore autorevole sui temi dell’innovazione e di offrire ai propri clienti contenuti di approfondimento esclusivi e di alto livello. La collaborazione con Will Media – startup mediatica rivolta a giovani professionisti – testimonia inoltre l’apertura della banca a nuove forme di comunicazione non tradizionali per il settore finanziario.
Tra le varie attività a supporto del territorio nel 2023 e 2024 Banca Investis ha aderito al Bando del Comune di Milano ‘il Natale degli Alberi’ illuminando Via Broletto fino a piazza del Carmine. In più, nel 2024 per favorire la divulgazione scientifica verso le generazioni più giovani, Banca Investis ha collaborato con l’Associazione Il Cielo Itinerante organizzando nel quartiere di Baggio una serie di laboratori scientifici interattivi per bambini dagli 8 ai 13 anni. Durante questi laboratori – dal titolo “Lanciatori nello spazio”, “Costruiamo un satellite” ed “Earth in a Bubble” – i giovani partecipanti hanno potuto scoprire le meraviglie dello spazio attraverso esperimenti pratici e osservazioni astronomiche con telescopi professionali, osservando ad esempio crateri lunari, gli anelli di Saturno e i colori di Giove.

## Premi e riconoscimenti
Banca Investis ha ottenuto negli ultimi anni diversi premi di settore, a testimonianza del percorso di rilancio e innovazione compiuto dal gruppo:
- Private Banking Awards 2022 – Premio “Business Model Innovation”, riconosciuto a Banca Investis per l’innovatività del modello di business nel private banking[1].
- Private Banking Awards 2023 – Premio “Boutique dell’Anno” nella categoria degli operatori di wealth management, assegnato alla banca per i risultati conseguiti come boutique finanziaria indipendente[1].
- MF Banking Awards 2023 – Premio “Miglior turnaround di banca private”, assegnato a Banca Investis dal quotidiano Milano Finanza per la migliore ristrutturazione e rilancio di una banca nel settore private banking[1].
- Le Fonti Awards 2023 – Riconoscimento personale a Stefano Vecchi, CEO di Banca Investis, nominato “CEO dell’Anno” nel settore Private Banking & Wealth Management[1].
- Italy Wealth Management Awards 2023 – Premio “Boutique finanziaria dell’anno”, conferito a Banca Investis nell’ambito dei riconoscimenti dell’industria del risparmio gestito italiani[1]. Nella stessa manifestazione il gruppo ha ricevuto anche il Premio “Guido Carli – Élite”, quale attestato di eccellenza nel panorama finanziario nazionale.
- Private Banking Awards 2024 – Premio nella categoria “WealthTech”, attribuito a Banca Investis per le soluzioni tecnologiche introdotte a supporto dei servizi di consulenza (in particolare, l’app NIWA)[1].
- Touchpoint Awards Identity 2025 – Premio Speciale “Visioni di Futuro” attribuito a Banca Investis per NIWA – Next Intelligent Wealth Advisor, riconosciuto come eccellenza nel private banking digitale grazie all’integrazione di intelligenza artificiale, consulenza personalizzata e customer experience intuitiva[33].
- Citywire Italia Wealth Awards 2025 – Premio “Piattaforma Tecnologica dell’Anno” assegnato a Banca Investis per l’app NIWA (Next Intelligent Wealth Advisor): un riconoscimento che celebra l’innovazione e la visione futura. Grazie all’uso dell’intelligenza artificiale, NIWA accompagna i clienti in un mercato sempre più complesso, integrando tecnologia e competenze professionali per fare davvero la differenza.[34]